# Lycengraulis
Lycengraulis – rodzaj ryb promieniopłetwych z podrodziny Engraulinae w obrębie rodziny sardelowatych (Engraulidae).

## Rozmieszczenie geograficzne
Do rodzaju należą gatunki występujące w wodach zachodniego Oceanu Atlantyckiego i wschodniego Oceanu Spokojnego oraz rzekach i jeziorach Ameryki Południowej (Amazonka, Orinoko, Parnaíba i Maracaibo).

## Morfologia
Długość ciała do 30 cm; masa ciała (największa opublikowana) 61,3 g.

## Systematyka
Rodzaj zdefiniował w 1868 roku niemiecko-brytyjski zoolog Günther w publikacji własnego autorstwa o tytule Katalog Physostomi, zawierający rodziny Heteropygii, Cyprinidæ, Gonorhynchidæ, Hyodontidæ, Osteoglossidæ, Clupeidæ, Chirocentridæ, Alepocephalidæ, Notopteridæ, Halosauridæ, w Muzeum Brytyjskim. Gatunkiem typowym jest (późniejsze oznaczenie) L. grossidens.

### Etymologia
Lycengraulis: gr. λυκος lukos ‘wilk’; εγγραυλις engraulis, εγγραυλιδος engraulidos ‘sardela’.

### Podział systematyczny
Do rodzaju należą następujące gatunki:
- Lycengraulis batesii (Günther, 1868)
- Lycengraulis figueiredoi Loeb & Alcântara, 2013
- Lycengraulis grossidens (Spix & Agassiz, 1829)
- Lycengraulis limnichthys Schultz, 1949
- Lycengraulis poeyi (Kner, 1863)